# Stecknadelbraut

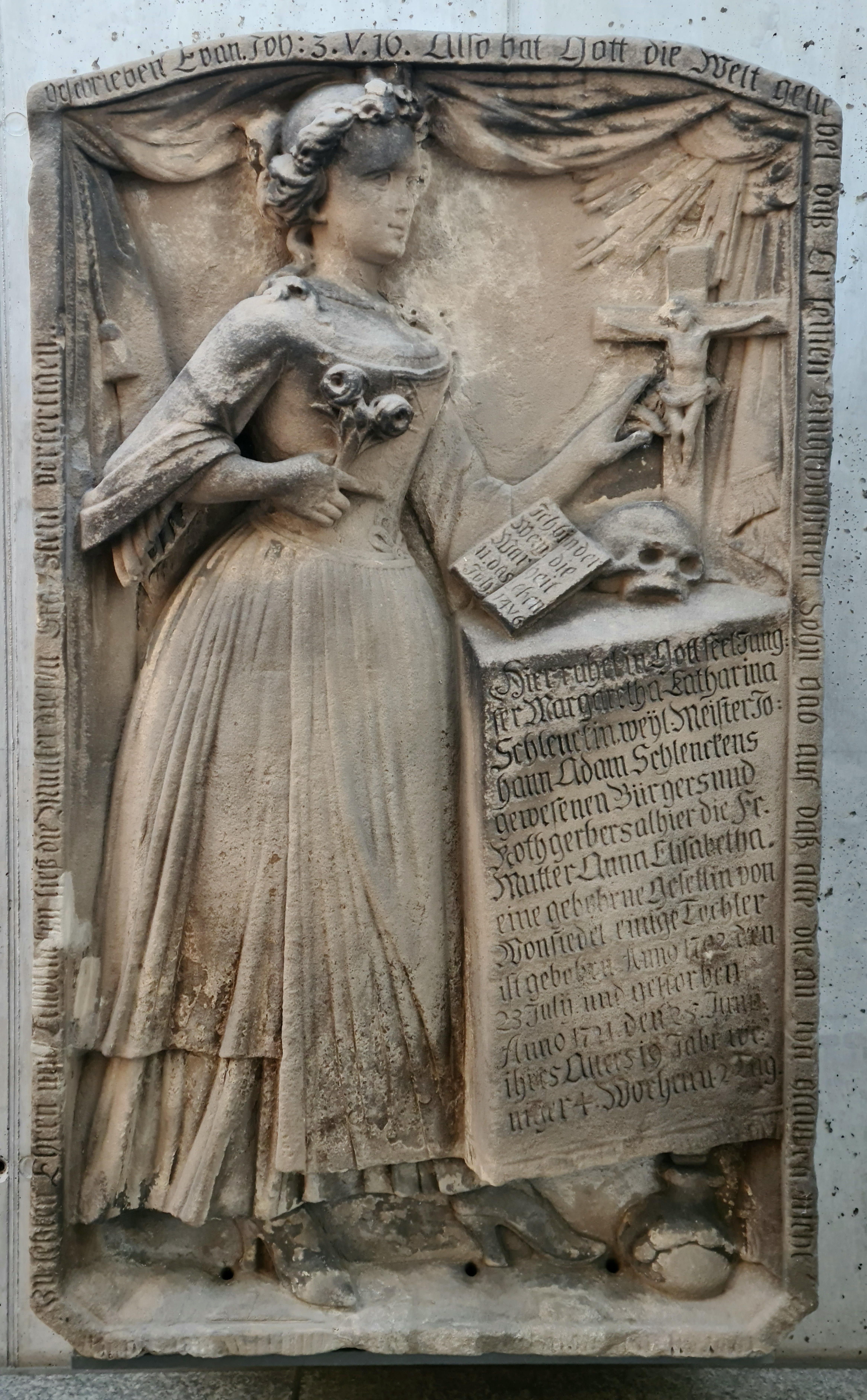
Epitaph der Stecknadelbraut auf dem Stadtfriedhof in Bayreuth

Als Stecknadelbraut ging die Bayreuther Bürgerstochter Margareta Katharina Schlenck (* 23. Juli 1702 in Bayreuth; † 25. Juni 1721 ebenda) in die Stadtgeschichte ein.

## Leben
Margareta Katharina Schlenck wurde am 23. Juli 1702 in Bayreuth geboren. Sie war das einzige Kind des Rotgerbers Johann Adam Schlenck und seiner Frau Anna Elisabeth, die aus Wunsiedel im Fichtelgebirge stammte. Der Vater betrieb von 1701 bis 1712 eine Gerberei an der ehemaligen Straße Graben direkt vor der Stadtmauer. Er war, wie sein Bruder Wolff Ludwig Schlenck (1659–1737), von Berneck nach Bayreuth gekommen, um hier zu arbeiten.
Sie starb in ihrem 19. Lebensjahr am 25. Juni 1721. Der Überlieferung nach war das der Tag ihrer Hochzeit, an dem sie beim Anlegen des Brautkleides unvorsichtigerweise eine Stecknadel verschluckte, die sie vorher zwischen die Lippen genommen hatte. Das soll zu ihrem frühen Tod geführt haben. Historische Belege dafür, wie es in Bayreuth von Generation zu Generation mündlich weitergegeben wurde, gibt es nicht. Tatsache ist aber, dass kaum eine Geschichte, ein Grabmal die Bayreuther seit Jahrhunderten so gerührt hat wie das der Stecknadelbraut.
In den Kirchenbüchern der Stadtkirche Bayreuth findet sich bei den Beerdigungen für Anno 1721 für „Sonnabend den 28. dito [Juni]“ der schriftliche Eintrag, dass die Familie „2 fl Leuthgeld,“ also zwei Gulden für das Läuten der Totenglocke bezahlt hat. Es folgen die persönlichen Daten, wie sie auch auf dem Epitaph stehen: „Margaretha Catharina, weyl[and] Meister Johann Schlenckens, gewesenen Bürgers und Rothgerbers alhier nachgelassene ehel[iche] einige Tochter, aetat[is] 19 Jahre weniger 4 Wochen und 2 Tag.“ Und es wurde weiterhin vermerkt, dass sie „haben des […] Leichtuch gebraucht“ und noch „6 Cr[euzer] vors Breth“ zahlen mussten. Die Beerdigung hielt der Superintendent der Stadtkirche, auch das ist hinterlegt.
Nachfahren der Familie Schlenck leben immer noch in Bayreuth. Sie kauften 1861 ein Haus in der Kulmbacher Straße 6, um dort die Familientradition der Gerberei fortzusetzen, und betreiben bis heute ein Fachgeschäft für Leder und Bekleidung. Das Haus in der Kulmbacher Straße wurde in den 1980er Jahren verkauft und war über Jahrzehnte Sitz eines Geschäftes für Brautmoden.

## Epitaph

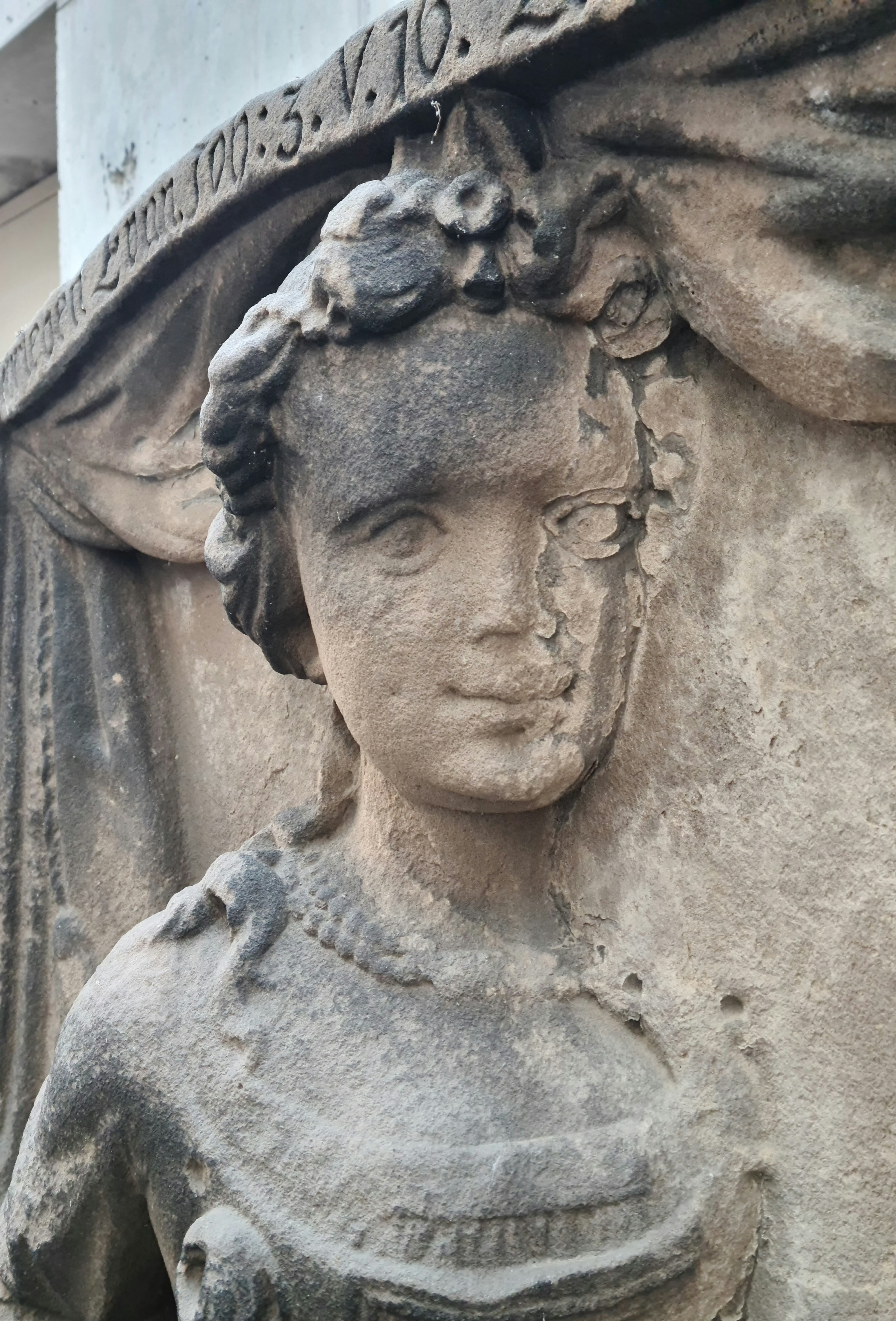
Detail des Epitaphs der Stecknadelbraut mit deutlichen Verwitterungsspuren

Das Epitaph (Sandstein, 167 × 100 cm, mit 4 cm breiter Randleiste) von Margareta Katharina Schlenck wurde von Elias Räntz (1649–1732) angefertigt. Er war unter der Regentschaft des Markgrafen Christian Ernst (1644–1712) zum Hofbildhauer ernannt worden. Das Epitaph stand jahrhundertelang an der Mauer des Stadtfriedhofs gegenüber der 1779 neu erbauten Gottesackerkirche. Aus konservatorischen Gründen wurde es 1998 in die Aussegnungshalle überführt und ist dort für die Öffentlichkeit zugänglich. Wilhelm Hausenstein besuchte in den 1930er Jahren Bayreuth und den Stadtfriedhof und fasste seinen ersten Eindruck so zusammen:

„Es ist in der Tat und in des Wortes schönstem Sinne ein liebenswerter Stein. Ja, wiewohl er den Tod beschwört, mit Kruzifix und grausigem Schädel, auch dem Vorhang des Schicksals: Es ist ein Grabmal mit dem Schimmer der Heiterkeit, ob er auch nur wie von fernher und seltsam gebrochen drauffällt.“

Der rechteckige Stein mit leicht abgeschrägten Ecken zeigt die Bürgerstochter Margareta Katharina Schlenck fast lebensgroß, wie sie seitlich vor einem geöffneten Vorhang steht. Sie trägt ein eng geschnürtes Brautkleid und hochhackige Schuhe. Im Haar trägt sie einen Jungfernkranz. In der rechten Hand hält sie einen Strauß aus Myrten, der Zeigefinger deutet auf die Magengegend. Dies ist als Hinweis auf die verschluckte Nadel zu verstehen. Mit der linken Hand zeigt sie auf das Kreuz, das auf einem Altartisch steht. Der Gekreuzigte ist von Sonnenstrahlen umgeben und zu seinen Füßen liegt ein Schädel als Symbol der Vanitas. Am Schädel angelehnt liegt ein aufgeschlagenes Buch und gut lesbar steht dort der Bibelvers aus dem Johannesevangelium: Ich bin der Weg die Wahrheit u. das Leben Joh 14 VI.
Die lange Inschrift des Altartisches verrät, wer hier dargestellt ist:
Hier ruhet in Gott seel. [seelig] Jungfer Margaretha Katharina Schlenkin weyl. [weiland] Meister Johann Adam Schlenckens gewesenen Bürgers und Rothgerbers allhier die Fr. Mutter Anna Elisabetha eine gebohrne Gesellin von Wonsiedel einige [einzige] Tochter ist gebohren Anno 1702 den 23. July und gestorben Anno 1721 den 25. Juno ihres Alters 19 Jahr weniger 4 Wochen u. 2 Tag.
Auf der linken Randleiste stehen die schon leicht verwitterten Worte: Zu letzten Ehren und Andenken ließ die Mutter diesen Grab Stein verfertigen. Da Anna Elisabeth Schlenck zum Zeitpunkt des Todes ihrer Tochter schon Witwe war, wird hier der Vater als Stifter nicht mitgenannt.
Auf der oberen und rechten Randleiste findet sich wieder ein Vers aus dem Johannesevangelium:
geschrieben Evan. Joh: 3. V. 16: Also hat Gott die Welt geliebet daß Er seinen eingebohrnen Sohn gab auf daß alle die an ihn glauben nicht. Hier bricht der Text ab, denn die Fußzeile ist stark verwittert, es sind nur noch schwer entzifferbare Reste der weiteren Inschrift zu sehen. Es ist aber anzunehmen, dass der Satz fortgeführt wurde: verloren werden, sondern das ewige Leben haben.
Dieser Vers, der als Evangelium im Evangelium gilt und die gesamte christliche Erlösungsbotschaft zusammenfasst, drückt die Hoffnung aus, dass auch Margareta Katharina Schlenck das ewige Leben erlangt hat.
Wilhelm Hausenstein formuliert in seinen Besinnlichen Wanderfahrten für das Epitaph abschließend die folgenden Sätze:

„So dicht sind Leben und Tod miteinander vereint, und so eng verbunden, so gänzlich als Eins sind beide in diesem Grabmal hingenommen worden […], so daß man auch diesem […] Steinbild den hohen Namen eines berühmten Bildes geben könnte: ‚Die irdische und die himmlische Liebe‘. Aber beide Lieben wohnen hier in einer Person – die irdische in die himmlische verwandelt auf der Brücke des kurzen Daseins und frühen Todes der Margareta Katharina Schlenck.“

## Nachleben

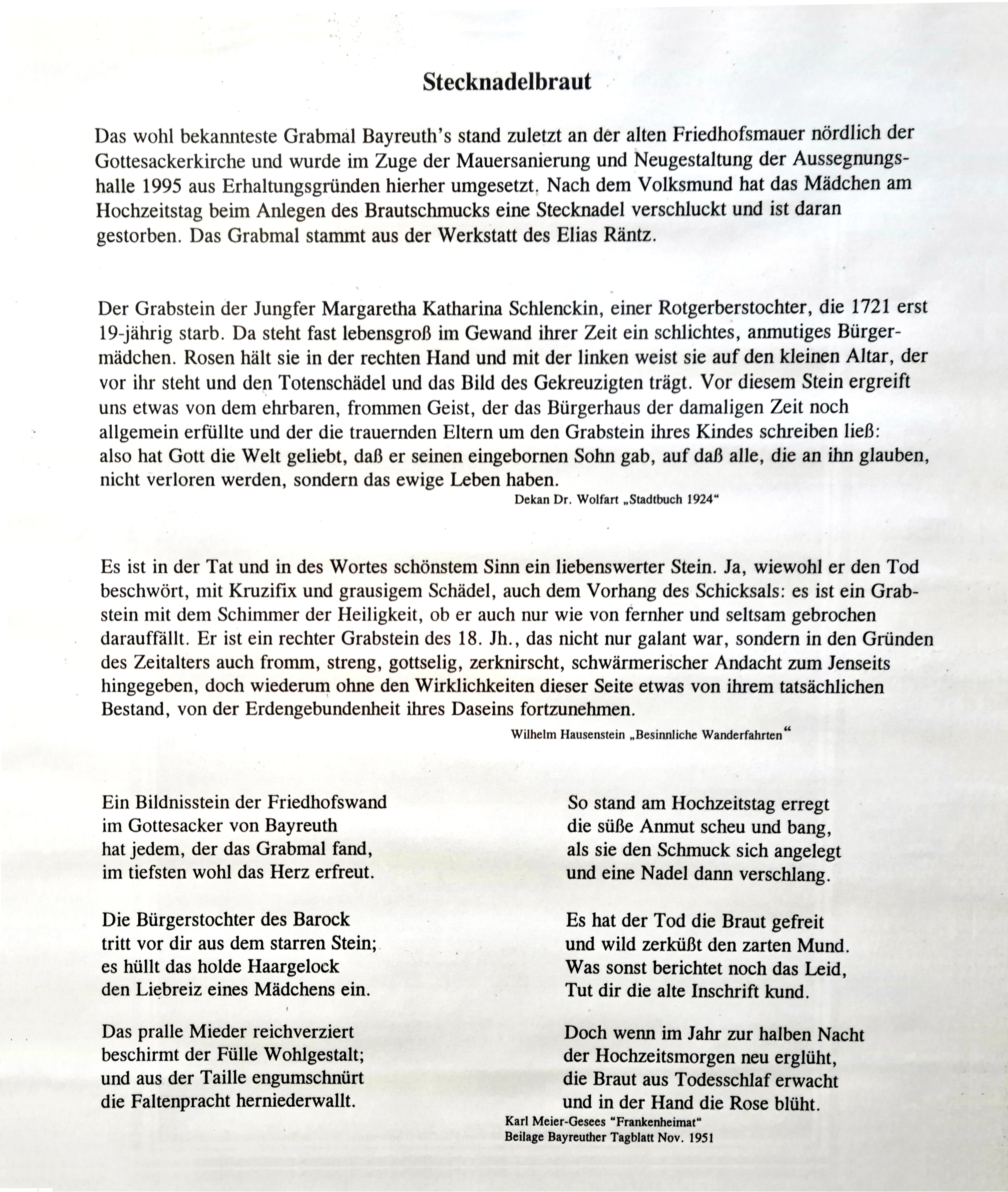
Gedächtnistafel beim Epitaph von Margareta Katharina Schlenck

Wilhelm Hausenstein war der Überzeugung, dass die Überlieferung, die sich um den Tod und den Grabstein der Margareta Katharina Schlenck rankt, alles besitzt, was ein Volkslied in jeglicher Hinsicht auszeichnet:

„Dem Stein ist eine örtliche Überlieferung zugeeignet, die nicht weniger ausmacht als den Grundgedanken eines Volksliedes – das bloß noch zu dichten bliebe. Ich kann es nicht dichten. Ich wollte, ich könnte es dichten […] Ist es nicht wahr, dass die Poesie diesem Geschehnis ein Volkslied schuldig geblieben ist? Arnim und Brentano, die Hüter des Wunderhorns, hätten es noch dichten können.“

Dazu ist es nicht gekommen, aber in die Literatur Oberfrankens hat Margareta Katharina Schlencks kurzes Leben Eingang gefunden. So verfasste der Lehrer und Heimatdichter Karl Meier-Gesees (1888–1960) das Gedicht Die Braut: Es ist in voller Länge auf der Gedächtnistafel beim Epitaph wiedergegeben.
Über das Andenken der lokalen Bevölkerung hinaus wird die Stecknadelbraut und ihre Geschichte in einigen Reiseführern erwähnt und die Stadt Bayreuth nennt in ihrem Prospekt Spaziergänge durch Bayreuth Margareta Katharina Schlenck als Persönlichkeit, die auf dem Stadtfriedhof begraben ist. Ihr Name wird in einer Reihe genannt mit Jean Paul, Franz Liszt, Alexander von Württemberg und den Nachfahren Richard Wagners, die hier ebenfalls ihre letzte Ruhestätte haben. Und auch der Ratgeber für den Trauerfall der Stadtkirche Bayreuth verweist auf die Stecknadelbraut und ihr besonderes Epitaph in der Aussegnungshalle.